# Watt Ridge
Watt Ridge är en bergstopp i Antarktis. Den ligger i Västantarktis. Nya Zeeland gör anspråk på området. Toppen på Watt Ridge är 1 316 meter över havet.
Terrängen runt Watt Ridge är kuperad åt nordost, men åt sydväst är den bergig. Terrängen runt Watt Ridge sluttar norrut. Trakten är obefolkad. Det finns inga samhällen i närheten.